# 鸣犊街道
鸣犊街道，是中华人民共和国陕西省西安市长安区下辖的一个乡镇级行政单位。

## 行政区划
鸣犊街道下辖以下地区：
南街社区、鸣犊镇村、候坪村、咀头一村、咀头二村、咀头三村、塔山村、段村、晓村、黎明村、桥头村、张雷村、吊钟沟村、孙场村、鸣犊村、东高村、东高堡村、留公一村、留公二村、查坡村、鸣犊新庄村、高寨村、仁村、仁义堡村、留公三村、马莲滩村、将军庙村、张家坡村、任家坡村、杜家坡村、杨家沟村、二圣宫村、郭村、强家坡村、赵家顶村、师一村、师二村、师三村、王乐村和许家坡村。

## 事件
- 1994年6月6日，中國西北航空2303號班機空難在鳴犢鎮發生，機上160人全部遇難，此事故至今仍為中國境內死亡人數最多的航空事故。[3]